# Ferrocarril Calcuta-Raneegunge
El ferrocarril Calcuta-Raneegunge fou una línia fèrria de l'Índia, una de les primeres que es van construir (1854-1855). Feia 200 km i unia Calcuta amb les mines de carbó de Raneegunge.